# The Outer Limits (album)
A The Outer Limits a kanadai Voivod együttes 1993-ban megjelent nyolcadik nagylemeze (és hetedik stúdióalbuma). 
Jean-Yves Theriault (Blacky) távozását követően a basszusgitáros Pierre St. Jean már az 1991-es Angel Rat album turnéján is kisegítette a csapatot és őt kérték fel, hogy a The Outer Limits dalait is feljátssza a stúdióban. Ennek ellenére hivatalosan soha nem lett a Voivod tagja. 
A dalokba visszatért a Nothingface album prog-metalja, de az Angel Rat anyagra jellemző klasszikus progresszív rock hatás is megmaradt. Az Astronomy Domine után újabb Pink Floyd dalt, Roger Waters szerzeményét, a The Nile Song-ot dolgozták fel az albumon. A lemez kiemelkedő tétele a 17 perc feletti Jack Luminous.
A lemez turnéja után Denis Belanger (Snake) énekes/alapító tag kilépett a zenekarból.
2008 szeptemberében Európában a lengyel Metal Mind Productions terjesztésében újra kiadták az albumot, egyenként sorszámozott, 2000 példányra limitált digipak változatban, digitálisan felújított hangzással és 3D borítóval.

## Az album dalai
1. Fix My Heart – 4:53
2. Moonbeam Rider – 4:10
3. Le Pont Noir – 5:43
4. The Nile Song – 4:00 (Pink Floyd feldolgozás)
5. The Lost Machine – 5:53
6. Time Warp – 3:55
7. Jack Luminous – 17:26
8. Wrong-Way Street – 3:50
9. We Are Not Alone – 4:28

## Közreműködők
- Denis Belanger – ének
- Denis D'Amour – gitár, billentyűs hangszerek
- Michel Langevin – dobok, billentyűs hangszerek
- Pierre St-Jean – basszusgitár

## Külső hivatkozások
- Allmusic.com
- Voivod.NET